# Vittorio Folonari
Vittorio Folonari (Brescia, 24 settembre 1915 – Positano, 1º settembre 2010) è stato un bobbista italiano.

## Carriera
Ha gareggiato tra la fine degli anni Quaranta e l'inizio degli anni Cinquanta, partecipò a due Olimpiadi invernali, ottenendo il suo miglior piazzamento all'11º posto nella gara a quattro a St. Moritz nel 1948.
Vinse tre medaglie ai Campionati italiani di bob: nel 1949 fu argento nel bob a due con Uberto Gillarduzzi e oro nel bob a quattro con Uberto Gillarduzzi, Amilcare Rotta e Sisto Gillarduzzi; nel 1950 vinse l'oro in coppia con Guido Gillarduzzi.